# Jardin Emmi-Pikler
Le jardin Emmi-Pikler, anciennement jardin Olivier-Métra, est un espace vert du 20e arrondissement de Paris, dans le quartier de Belleville.

## Situation et accès
Le site est accessible par le 4, rue des Rigoles.
Il est desservi par la ligne 11 à la station Télégraphe.

## Origine du nom
Il porte ce nom en hommage à Emmi Pikler (1902-1984), médecin pédiatre hongroise. 

## Historique
Le jardin est créé en 1979.